# Wuling Sunshine
Der Wuling Sunshine ist ein PKW-Modell des chinesischen Automobilherstellers SAIC GM Wuling. Es kam nach der Gründung des Joint-Ventures durch GM und SAIC im Jahr 2002 auf den Markt. Eine überarbeitete Version wird auch als  Wuling Hongtu und als Chevrolet N200 gebaut. Das Chevrolet-Modell wird in Südamerika, Nordafrika und dem Nahen Osten angeboten.
Der Minivan ist in Varianten mit sieben oder acht Sitzplätzen erhältlich.
Allerdings ist die dritte Sitzreihe nicht mit Sicherheitsgurten ausgestattet. Kopfstützen sind auch für die zweite Reihe nur optional erhältlich. Unter dem Namen „Wuling Sunshine Long Wheelbase“ wird das Modell mit verlängerter Karosserie angeboten. Entgegen der Bezeichnung unterscheidet sich der Radstand jedoch nicht von der kürzeren Variante.
Zudem steht eine Pick-up-Version mit zwei Sitzen zur Wahl.
Die Höchstgeschwindigkeit liegt je nach Version des Dreizylinder-Motors bei 105 bis 135 km/h. Zur Kraftübertragung an die Hinterräder dient ein Fünfgang-Schaltgetriebe.
Der Hersteller wirbt mit einem Benzinverbrauch von weniger als 5 Litern auf 100 km bei konstant 50 km/h.
Im Jahr 2011 war der Wuling Sunshine mit 943.000 Exemplaren das drittmeistverkaufte Auto der Welt und auf Platz eins der chinesischen Zulassungsstatistik. Diese führte das Modell auch in den acht Jahren zuvor bereits an. Exportiert wird der Sunshine nicht.